# Dieter Dieckhoff
Dieter Dieckhoff (* 30. April 1929 in Bremen; † 14. Oktober 2022) war ein deutscher Politiker (CDU).

## Leben
Dieckhoff besuchte zunächst die Volksschule in Dörverden und später das Domgymnasium in Verden sowie das Albrecht-Thaer-Seminar in Celle. Er nahm nach seinem Schulabschluss eine Lehre in der Landwirtschaft im Kreis Uelzen auf. Er absolvierte die Prüfung zum Landwirtschaftsmeister (Dipl.-Ing. agr.) und war seit 1950 als selbständiger Landwirt tätig. Seit 1968 ist er auch selbständiger Kaufmann im Handel mit Brennstoffen.
Dieckhoff wurde Vorstandsmitglied des CDU-Bezirksverbandes in Stade. Ferner wurde er zum Vorsitzenden des Verwaltungsrates der Kreissparkasse Verden sowie Mitglied des Stiftungsrates der Niedersächsischen Sparkassenstiftung. Er war zudem Mitglied des Beirates der Bremer Landesbank-Kreditanstalt Oldenburg. Von 1961 bis 1988 war er Ratsherr in Dörverden. Zwischen 1981 und 1986 war er ehrenamtlicher Bürgermeister dieser Gemeinde. Zwischen 1964 und 1968 und ab 1972 war er Kreistagsabgeordneter. Hier wurde er zwischen 1975 und 1981 zum Vorsitzenden der CDU-Kreistagsfraktion gewählt. In den Jahren 1981 bis 1986 war er Landrat des Landkreises Verden.
Dieckhoff war in der 8. bis 11. Wahlperiode Mitglied des Niedersächsischen Landtages zwischen dem 21. Juni 1974 und dem 20. Juni 1990. Er wurde hier Vorsitzender des Ausschusses für innere Verwaltung vom 23. Juni 1982 bis 20. Juni 1990.